# Kaliwerk Friedrichshall

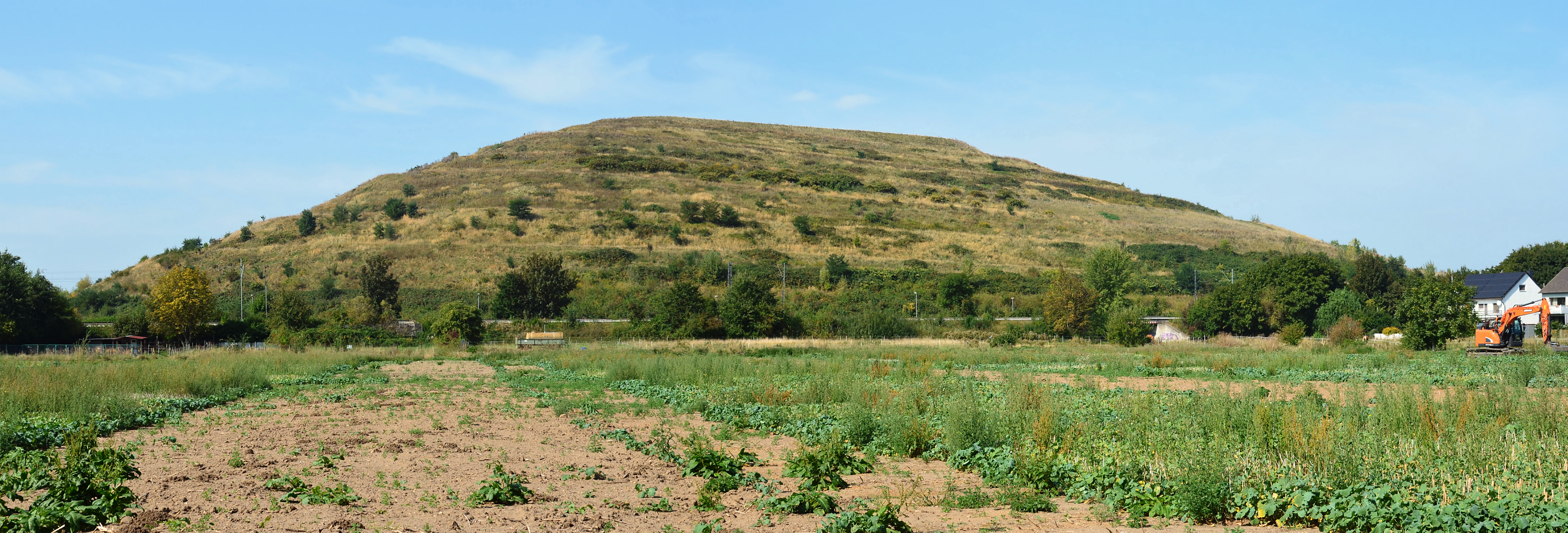
Begrünte Abraumhalde des Kaliwerks Friedrichshall (2024)

Das Kaliwerk Friedrichshall bei Sehnde war ein im 20. Jahrhundert betriebenes Bergwerk zum Abbau von Kalisalzen. Es lag nahe dem Mittellandkanal in Höhe des Abzweigs des Stichkanals Hildesheim.

## Geschichte
Seinen Ursprung hatte das Kaliwerk Friedrichshall in der späten Gründerzeit des Deutschen Kaiserreichs im Jahr 1896 mit der Gründung der Aktiengesellschaft Kaliwerk Friedrichhall AG in Sehnde, die jedoch erst 1899 im Handelsregister in Berlin eingetragen wurde. Die Förderung der Kalisalze im Werk Friedrichshall begann jedoch erst im Jahr 1906 oder 1907.
Die Betreibergesellschaft wurde zur Zeit der Weimarer Republik in Kali-Chemie AG umbenannt.
Nach dem Zweiten Weltkrieg verlegte die Kali-Chemie AG ihren Sitz von Sehnde nach Hannover, betrieb Friedrichshall jedoch weiterhin.
1981 wurde die Förderung des Kaliwerkes Friedrichshall eingestellt. Im selben Jahr gab die Gemeindeverwaltung Sehnde eine Schallplatte unter dem Titel Klingende Grüsse aus Sehnde heraus mit Werken der Liedertafel, des Männergesangvereins Einigkeit aus Rethmar und dem Orchester des Kali-Werks Friedrichshall, aufgenommen in der Aula des Sehnder Schulzentrums.

### Kalihalde
Beim Produktionsende 1981 hatte die weiße Abraumhalde mit Kalirückständen eine Höhe von 76 Meter über Grund und nahm eine Fläche von 28 Hektar ein. Ab 1985 kam es zu einer ersten Abdeckung mit Material vom Ausbau des Mittellandkanals. 1995 entstand auf dem Areal eine Bauschutt-Recyclinganlage zur Mischung des Abdeckungsmaterials, das zunächst auf den nördlichen Teil aufgebracht wurde. Von 2010 bis 2022 wurde die gesamte Halde abgedeckt und begrünt. Seither hat sie eine Höhe von 90 Meter über Grund und eine Fläche von 42 Hektar. Gelegentlich wird die Halde in Anlehnung an den Berg Kilimandscharo als Kalimandscharo bezeichnet. Sie bildet eine weithin sichtbare Landmarke. Für die Öffentlichkeit zugänglich ist die Halde etwa alle 2 Jahre bei einem sogenannten Bergfest.

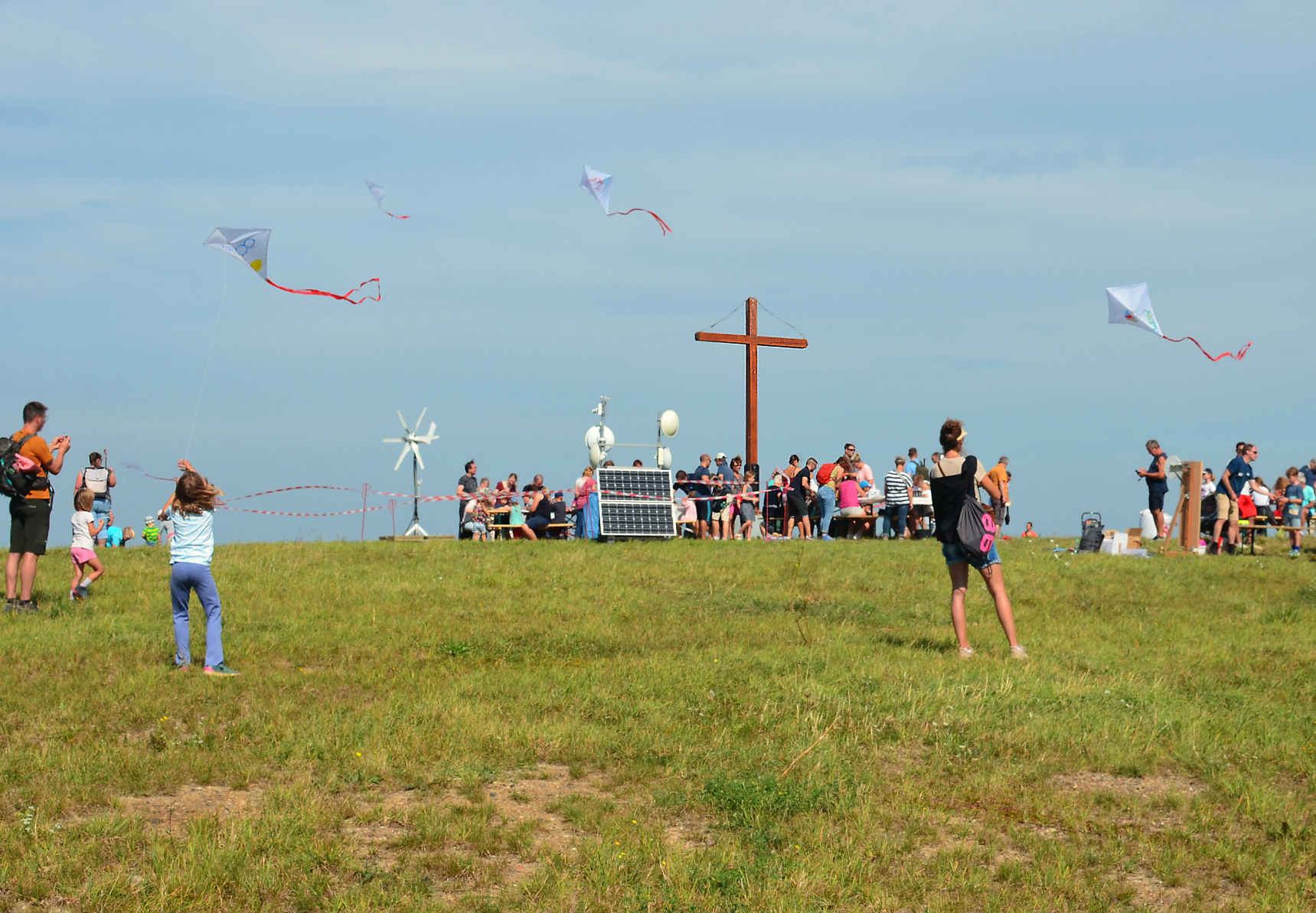
Drachen auf der Kuppe am Entdeckertag der Region Hannover, 2024
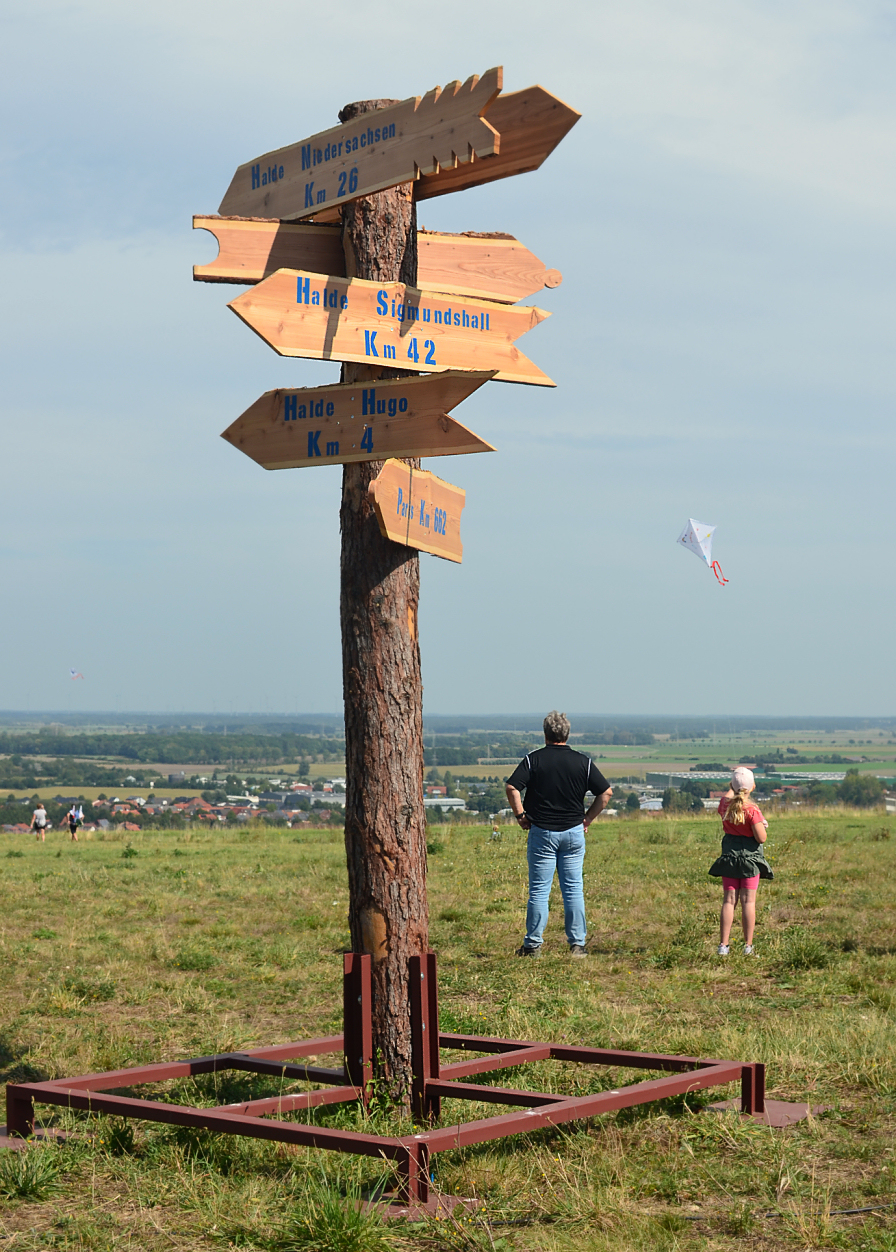
Gipfelkreuz mit Entfernungen zu Kalihalden der Umgebung
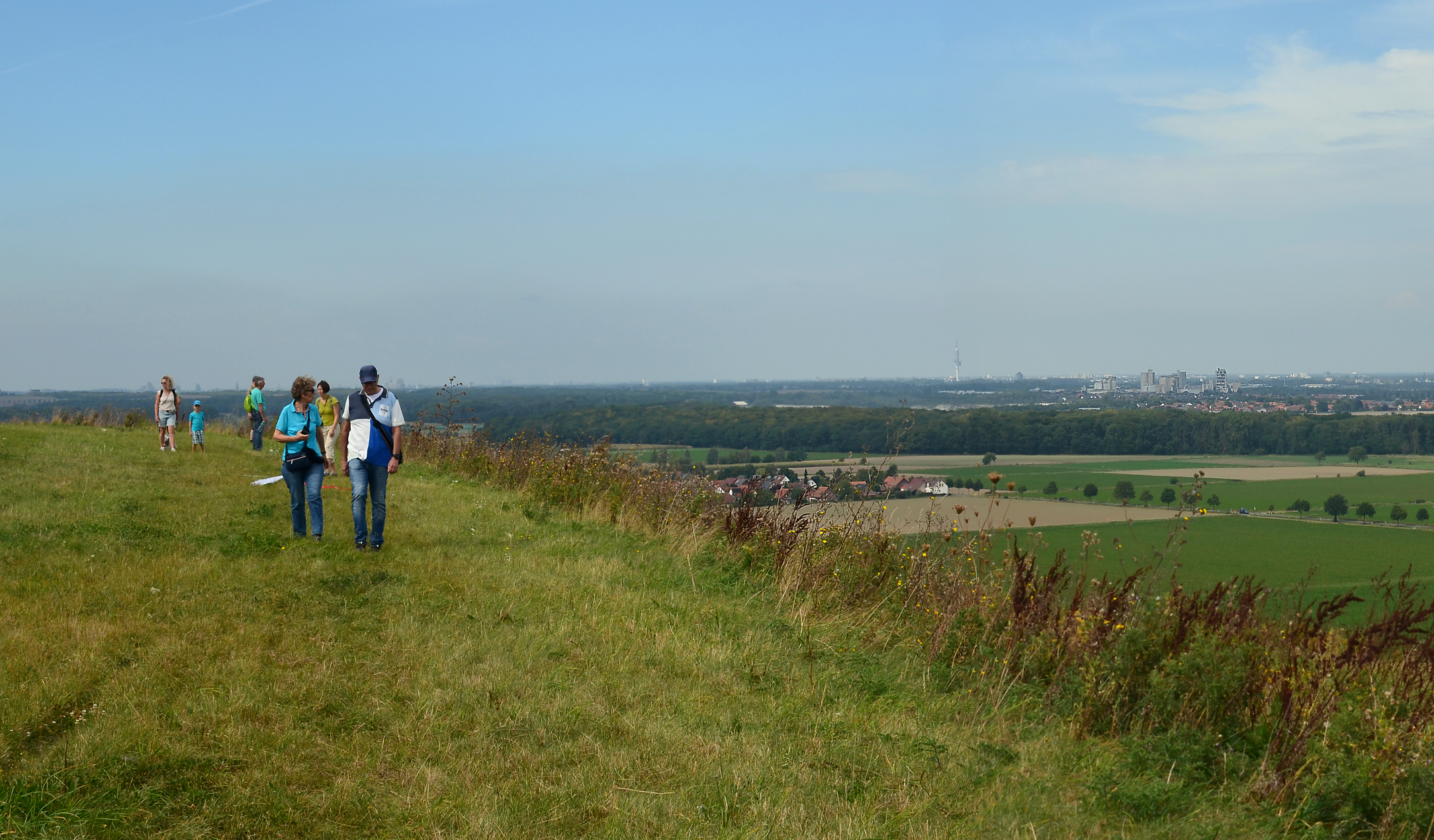
Blick von der Kuppe nach Wassel und Hannover

## Schriften und Werke
- Der rote Kalikumpel. Betriebszeitung des Kaliwerk Friedrichshall Sehnde
- Klingende Grüsse aus Sehnde, Schallplatte 33/min, 30 cm, Sehnde: Gemeindeverwaltung, 1981